# Simon Bachelet
Pour les articles homonymes, voir Bachelet.
Simon Bachelet (7 mai 1977 à Gap en France) est un joueur français de hockey sur glace qui évoluait au poste de défenseur.

## Biographie
Il commence le hockey sur glace à Gap, en section sport-étude au lycée Dominique Villars.
Il rejoint Grenoble à l'âge de 17 ans, en intégrant l'équipe junior avec laquelle il devient Champion de France en 1994-1995. La saison suivante, il fait ses premiers pas en Élite et remporte le titre de 1998. Il part une saison (1999-2000) à Lyon et revient ensuite à Grenoble pour ne plus les quitter. Il participe au titre de la Coupe de la Ligue, finale gagnée contre Rouen 2 - 1 en 2006-2007.
Il est le frère de Benoît et Romain qui jouent également au hockey sur glace et de Frédéric Bachelet qui arbitre des matchs de Ligue Magnus

## Statistiques
Pour les significations des abréviations, voir Statistiques du hockey sur glace.
| Saison    | Équipe   | Ligue        |    | Saison régulière | Saison régulière | Saison régulière | Saison régulière | Saison régulière |   | Séries éliminatoires | Séries éliminatoires | Séries éliminatoires | Séries éliminatoires | Séries éliminatoires |
| Saison    | Équipe   | Ligue        | PJ | B                | A                | Pts              | Pun              | PJ               | B | A                    | Pts                  | Pun                  |                      |                      |
| 1995-1996 | Grenoble | Élite        | 4  | 0                | 0                | 0                | 0                | 2                | 0 | 0                    | 0                    | 0                    |                      |                      |
| 1996-1997 | Grenoble | Nationale 1A | 22 | 0                | 0                | 0                | 38               | 5                | 0 | 0                    | 0                    | 4                    |                      |                      |
| 1997-1998 | Grenoble | Élite        | 34 | 8                | 11               | 19               | 40               | -                | - | -                    | -                    | -                    |                      |                      |
| 1998-1999 | Grenoble | Élite        | 35 | 3                | 9                | 12               | 32               | -                | - | -                    | -                    | -                    |                      |                      |
| 1999-2000 | Lyon HC  | Élite        | 37 | 5                | 7                | 12               | 20               | -                | - | -                    | -                    | -                    |                      |                      |
| 2000-2001 | Grenoble | Élite        | 28 | 1                | 4                | 5                | 28               | 12               | 2 | 7                    | 9                    |                      |                      |                      |
| 2001-2002 | Grenoble | Élite        | 36 | 4                | 10               | 14               | 48               | -                | - | -                    | -                    | -                    |                      |                      |
| 2002-2003 | Grenoble | Super 16     | 30 | 3                | 12               | 15               | 73               | -                | - | -                    | -                    | -                    |                      |                      |
| 2003-2004 | Grenoble | Super 16     | 27 | 2                | 10               | 12               | 22               | 8                | 1 | 1                    | 2                    | 6                    |                      |                      |
| 2004-2005 | Grenoble | Ligue Magnus | 25 | 5                | 6                | 11               | 74               | 12               | 0 | 0                    | 0                    | 10                   |                      |                      |
| 2005-2006 | Grenoble | Ligue Magnus | 20 | 0                | 8                | 8                | 42               | 7                | 1 | 0                    | 1                    | 4                    |                      |                      |
| 2006-2007 | Grenoble | Ligue Magnus | 25 | 0                | 9                | 9                | 18               | 12               | 0 | 1                    | 1                    | 30                   |                      |                      |